# Blue Stars de Marseille 2023
Questa voce raccoglie le informazioni riguardanti i Blue Stars de Marseille nelle competizioni ufficiali della stagione 2023.

## Division Élite 2023

### Stagione regolare
| 5 febbraio 2023, ore 13:00 1ª giornata | Grizzlys Catalans | 14 – 26 referto | Blue Stars de Marseille | \| Arbitro: \| Prud'Homme \| |
| Arbitro:                               | Prud'Homme        |                 |                         |                              |

| 19 febbraio 2023, ore 14:00 2ª giornata | Blue Stars de Marseille | 36 – 0 referto | Argonautes d'Aix-en-Provence | \| Arbitro: \| Vigne \| |
| Arbitro:                                | Vigne                   |                |                              |                         |

| 12 marzo 2023, ore 13:00 4ª giornata | Blue Stars de Marseille | 40 – 9 referto | Centaures de Grenoble | \| Arbitro: \| Vigne \| |
| Arbitro:                             | Vigne                   |                |                       |                         |

| 19 marzo 2023, ore 14:00 5ª giornata | Blue Stars de Marseille | 27 – 0 referto | Ours de Toulouse | \| Arbitro: \| Vigne \| |
| Arbitro:                             | Vigne                   |                |                  |                         |

| 2 aprile 2023, ore 14:00 6ª giornata | Argonautes d'Aix-en-Provence | 0 – 7 referto | Blue Stars de Marseille | \| Arbitro: \| Labrouve \| |
| Arbitro:                             | Labrouve                     |               |                         |                            |

| 9 aprile 2023, ore 13:00 7ª giornata | Blue Stars de Marseille | 24 – 14 referto | Dauphins de Nice | \| Arbitro: \| Labrouve \| |
| Arbitro:                             | Labrouve                |                 |                  |                            |

| 23 aprile 2023, ore 14:00 8ª giornata | Blue Stars de Marseille | 24 – 19 referto | Grizzlys Catalans | \| Arbitro: \| Vigne \| |
| Arbitro:                              | Vigne                   |                 |                   |                         |

| 29 aprile 2023, ore 19:00 Recupero 3ª giornata | Dauphins de Nice | 12 – 10 referto | Blue Stars de Marseille | \| Arbitro: \| Vigne \| |
| Arbitro:                                       | Vigne            |                 |                         |                         |

| 6 maggio 2023, ore 19:00 9ª giornata | Centaures de Grenoble | 7 – 34 referto | Blue Stars de Marseille | \| Arbitro: \| Frossard \| |
| Arbitro:                             | Frossard              |                |                         |                            |

| 20 maggio 2023, ore 19:00 10ª giornata | Ours de Toulouse | 21 – 14 referto | Blue Stars de Marseille | \| Arbitro: \| Prud'Homme \| |
| Arbitro:                               | Prud'Homme       |                 |                         |                              |

### Playoff
| 17 giugno 2023, ore 20:45 Semifinale | Blue Stars de Marseille | 27 – 20 referto | Flash de La Courneuve | \| Arbitro: \| Vigne \| |
| Arbitro:                             | Vigne                   |                 |                       |                         |

| Thonon-les-Bains 1º luglio 2023, ore 19:00 Casque de Diamant | Black Panthers de Thonon | 35 – 18 referto | Blue Stars de Marseille | Stade Joseph-Moynat\| Arbitro: \| Vigne \| |
| Arbitro:                                                     | Vigne                    |                 |                         |                                            |

## Statistiche di squadra
| Competizione      | %Vittorie | In casa | In casa | In casa | In casa | In casa | In casa | In trasferta | In trasferta | In trasferta | In trasferta | In trasferta | In trasferta | Totale | Totale | Totale | Totale | Totale | Totale |
| Competizione      | %Vittorie | G       | V       | N       | P       | Pf      | Ps      | G            | V            | N            | P            | Pf           | Ps           | G      | V      | N      | P      | Pf     | Ps     |
| ----------------- | --------- | ------- | ------- | ------- | ------- | ------- | ------- | ------------ | ------------ | ------------ | ------------ | ------------ | ------------ | ------ | ------ | ------ | ------ | ------ | ------ |
| Stagione regolare | .800      | 5       | 5       | 0       | 0       | 151     | 42      | 5            | 3            | 0            | 2            | 91           | 54           | 10     | 8      | 0      | 2      | 242    | 96     |
| Playoff           | .500      | 1       | 1       | 0       | 0       | 27      | 20      | 1            | 0            | 0            | 1            | 18           | 35           | 2      | 1      | 0      | 1      | 45     | 55     |
| Totale            | .750      | 6       | 6       | 0       | 0       | 178     | 62      | 6            | 3            | 0            | 3            | 109          | 89           | 12     | 9      | 0      | 3      | 287    | 151    |